# Ten Out of Tenn
Ten Out of Tenn é um grupo formado por cantores-compositores vindos de Nashville, Tennessee, fundado em 2005 por Kristen e Trent Dabbs. O coletivo tem lançado múltiplos volumes, incluindo um vilancete Ten Out of Tenn Christmas e um álbum de caridade We Are All In This Together para as vítimas das Enchentes em Tennessee em 2010.
A turnê de 2008 do grupo é o tema do filme-documentário Any Day Now de 2009 do cineastra Jeff Wyatt Wilson, produtor musical Charlie Peacock e o produtor executivo Kristen Dabbs.
Todos os dez artistas compartilham o palco de uma vez, revezando-se sem foco e tocando canções um dos outros.

## Membros
| Atuais - Andrew Belle - Butterfly Boucher - Trent Dabbs - Gabe Dixon - Katie Herzig - Tyler James - Jeremy Lister - Matthew Perryman Jones - K.S. Rhoads - Will Sayles - Amy Stroup | Associados - Kyle Andrews - Kristen Dabbs - Andy Davis - Disappointed by Candy - Mikky Ekko - The Golden Sounds - Jedd Hughes - Mat Kearney - The Lonelyhearts - Erin McCarley - Ashley Monroe - Paper Route - Betsy Roo - Shortwave Radio - Sarah Siskind - Kate York |

## Discografia
2005: Ten Out of Tenn Compilation (Vol. 1)
1. "Passive Aggressive" by The Lonelyhearts
2. "Wished For Song" por Kate York
3. "Second Chances" por Paper Route
4. "Cardiac" por ShortwaveRadio
5. "Feeling I've Got" por Disappointed By Candy
6. "Versus" por Trent Dabbs
7. "Turn It Around" por Betsy Roo
8. "Stay Humble" por Tyler James
9. "Lay Down In Your Fields" por Griffen House
10. "Whistles And Windchimes" por The Golden Sounds

2008: Ten Out of Tenn Compilation (Vol. 2)
1. "Pony" por Erin McCarley
2. "Don't Fall In Love" por Matthew Perryman Jones
3. "The Guy That Says Goodbye To You Is Out Of His Mind" por Griffin House
4. "Hologram" por Katie Herzig
5. "Helpless State" por Trent Dabbs
6. "Beautiful Day For Bad News" por Andy Davis
7. "All Of The Things" por Butterfly Boucher
8. "Fit" por Jeremy Lister
9. "Dark Hotel" por Kevin S. Rhoads
10. "Down To The Garden" por Tyler James

2008: Ten Out of Tenn Christmas
1. "Cinnamon & Chocolate" por Butterfly Boucher
2. "O Holy Night" por Griffin House
3. "Santa's Lost His Mojo" por Jeremy Lister
4. "Raise The Tree" por Trent Dabbs
5. "Silent Night" por Katie Herzig
6. "Why Are Mom and Daddy Fighting On Christmas" por K.S. Rhoads
7. "Little Drummer Boy" por Erin McCarley
8. "Christmas Time" por Andy Davis
9. "Sentimental Christmas" por Tyler James
10. "O Come, O Come Emmanuel" por Matthew Perryman Jones

2009: Any Day Now (DVD)
Com: Griffin House, Matthew Perryman Jones, Katie Herzig, Trent Dabbs, Erin McCarley, Andy Davis, Butterfly Boucher, Tyler James, Jeremy Lister, Jeremy Lister, K.S. Rhoads e Will Sayles.
2009: Ten Out of Tenn, Volume 3
1. "Sushi" por Kyle Andrews
2. "Let's Go" por Madi Diaz
3. "Static Waves" por Andrew Belle (feat. Katie Herzig)
4. "It's Only You" por Mikky Ekko
5. "Charmed Life" por Joy Williams
6. "Could This Be Love" por K.S. Rhoads
7. "Has Anybody Ever Told You" por Ashley Monroe
8. "Your Side Now" por Trent Dabbs
9. "Falling Stars" por Sarah Siskind
10. "I Only Ever Tried" por Jedd Hughes

2010: We Are All In This Together
1. "We're All In This Together" por Katie Herzig
2. "Machine Gun Love" por Matthew Perryman Jones
3. "One Light Wondering" por Trent Dabbs
4. "Let's Jump" por Joy Williams
5. "In My Veins" por Andrew Belle
6. "A Little Bit" por Madi Diaz
7. "Missed My Chance" por Griffin House
8. "Electrocution and Laughter" por Jeremy Lister
9. "As Youth" por Tyler James
10. "Gift Wrap" por Butterfly Boucher

2011: Ten Out of Tenn Compilation (Vol. 4)
1. "Where I Come From" por K.S. Rhoads
2. "Free My Mind" por Katie Herzig
3. "The Ladder" por Andrew Belle
4. "Not Foolin' Around Tonight" por Butterfly Boucher
5. "On a Day Just Like Today" por Gabe Dixon
6. "Leave to See" por Trent Dabbs
7. "The Only One" por Tyler James
8. "Just You" por Amy Stroup
9. "Home" por Matthew Perryman Jones
10. "The Bed You Made" por Jeremy Lister